# Cet âge fou
 (juin 2024).
Si vous disposez d'ouvrages ou d'articles de référence ou si vous connaissez des sites web de qualité traitant du thème abordé ici, merci de compléter l'article en donnant les références utiles à sa vérifiabilité et en les liant à la section « Notes et références ».
Pour plus de détails, voir Fiche technique et Distribution.
Cet âge fou (Middle Age Crazy) est un film américano-canadien réalisé par John Trent (en), sorti en 1980.

## Fiche technique
- Titre original : Middle Age Crazy
- Titre français : Cet âge fou
- Titre québécois : Deux fois 20 ans... faut en profiter
- Réalisation : John Trent
- Scénario : Carl Kleinschmitt et Jerry Lee Lewis
- Musique : Matthew McCauley
- Pays d'origine :  États-Unis et  Canada
- Sociétés de production : 20th Century Fox
- Genre : Comédie
- Durée : 95 minutes
- Date de sortie : 25 juillet 1980

## Distribution
- Bruce Dern : Bobby Lee Burnett
- Ann-Margret : Sue Ann Burnett
- Graham Jarvis : J.D.
- Deborah Wakeham : Nancy Henerson
- Eric Christmas : Tom Burnett
- Helen Hughes : Ruth Burnett
- Geoffrey Bowes : Greg
- Michael Kane : Abe Titus
- Diane Dewey : Wanda Jean
- Vivian Reis : Becky
- Patricia Hamilton : Barbara Pickett
- Anni Lantuch : Janet
- Gina Dick : Linda McAllister
- Thomas Baird : le vendeur de Porsche
- Norma Dell'Agnese : le major de promotion
- Shirley Soloman : la vendeuse de condos
- Elias Zarou : le prêtre
- Michele Chiponski : la danseuse aux seins nus
- Jack Mather : le ministre
- Jim Montgomery : le petit ami de Nancy
- John Facenda : l'animateur sportif[1]

## Distinctions
- 2 prix nommés aux Razzie Awards en 1981 :
  - Pire réalisateur (John Trent (en))
  - Pire scénario (Carl Kleinschmidt)